# スマイレージ ベストアルバム完全版①
『スマイレージ ベストアルバム完全版①』（スマイレージ ベストアルバムかんぜんばん いち）は、スマイレージ初のベストアルバム。2012年5月30日にアップフロントワークス（hachamaレーベル）から発売された。

## 概要
インディーズ時代も含めた発売時までのシングル表題曲全てと、新曲「黄色い自転車とサンドウィッチ」が収録されている。
初回生産限定盤と通常盤の2形態で発売。初回生産限定盤にはDVDが付属。
通常盤の初回プレス分のみ、発売記念スペシャルコンサートへの応募用シリアルナンバーカードが封入されている。

## 収録曲
※ 全作詞・全作曲：つんく
1. ドットビキニ
編曲：大久保薫
メジャー10thシングル
2. チョトマテクダサイ!
編曲: 平田祥一郎
メジャー9thシングル
3. プリーズ ミニスカ ポストウーマン!
編曲：大久保薫
メジャー8thシングル
4. タチアガール
編曲: 平田祥一郎
メジャー7thシングル
5. 有頂天LOVE
編曲：大久保薫
メジャー6thシングル
6. 恋にBooing ブー!
編曲: 山崎淳
メジャー5thシングル
7. ショートカット
編曲: 平田祥一郎
メジャー4thシングル
8. 同じ時給で働く友達の美人ママ
編曲: 山崎淳
メジャー3rdシングル
9. ○○ がんばらなくてもええねんで!!
編曲: 高橋諭一
メジャー2ndシングル
10. 夢見る 15歳
編曲: 平田祥一郎
メジャーデビューシングル・第52回日本レコード大賞最優秀新人賞受賞曲
11. オトナになるって難しい!!!
編曲: 板垣祐介
インディーズ4thシングル
12. スキちゃん
編曲: 板垣祐介
インディーズ3rdシングル
13. あすはデートなのに、今すぐ声が聞きたい
編曲: AKIRA
インディーズ2ndシングル
14. ぁまのじゃく
編曲: 藤澤慶昌
インディーズデビューシングル
15. 黄色い自転車とサンドウィッチ
編曲: オオバコウスケ
書き下ろし新曲

初回生産限定盤付属DVD収録内容
- スマイレージヒストリー映像

隠しトラック
- 「ドットビキニ Recording Ver.」（MV）[注釈 1]

## 参加メンバー
- 1期：和田彩花、前田憂佳、福田花音、小川紗季
- 2期(サブメンバー)：中西香菜、小数賀芙由香、竹内朱莉、勝田里奈、田村芽実